# ريموند وليامز
ريموند هنري وليامز (بالإنجليزية: Raymond Williams)‏ (31 أغسطس 1921 -26 يناير 1988) منظر ماركسي ويلزي، وأكاديمي، وروائي، وناقد. وهو شخصية مؤثرة داخل اليسار الجديد وفي الثقافة. ساهمت كتاباته عن السياسة والثقافة والإعلام الجماهيري والأدب مساهمة كبيرة في النقد الماركسي للثقافة والفنون. باع نحو 750,000 نسخةً من كتبه في إصدارات المملكة المتحدة وحدها، وهناك العديد من الترجمات المتاحة. وضع عمله الأسس لمجال الدراسات الثقافية والنهج المادي الثقافي.

## الحياة

### النشأة
وُلد وليامز في لنفيهنغل كراكوني، بالقرب من أبيرغافيني في ويلز، وهو ابن عامل سكة حديد في قرية صوت فيها جميع عمال السكك الحديدية لصالح حزب العمال، بينما صوت معظم صغار المزارعين المحليين لصالح الليبراليين. لم تكن منطقة ناطقة باللغة الويلزية، وقد وصفها بأنها «أصبحت إنجليزية في أربعينيات القرن التاسع عشر». ومع ذلك، كانت الهوية الويلزية قوية. «هناك نكتة يقول فيها أحدهم أن أسرته جاءت مع النورمانديين ونحن نرد: (هل يروق لك المكان هنا؟)».
التحق وليامز بمدرسة الملك هنري الثامن لقواعد اللغة في أبيرغافيني. خيم على سنوات مراهقته صعود النازية وتهديد الحرب. كان عمره 14 عامًا عندما اندلعت الحرب الأهلية الإسبانية، وأدرك ما كان يحدث من خلال عضويته في نادي الكتاب اليساري المحلي. ذكر أيضًا الغزو الإيطالي للحبشة (إثيوبيا) وإدغار سنو في كتابه نجم أحمر فوق الصين، الذي نشره في الأصل نادي الكتاب اليساري في بريطانيا. في هذا الوقت، أيد عصبة الأمم، إذ حضر مؤتمرًا للشباب نظمته عصبة الأمم في جنيف في عام 1937. في طريق العودة، زارت مجموعته باريس وذهب إلى الجناح السوفييتي في المعرض الدولي. هناك اشترى نسخة من بيان الحزب الشيوعي وقرأ كارل ماركس لأول مرة.

### التعليم الجامعي
التحق وليامز بكلية الثالوث في كامبريدج، حيث التحق بالحزب الشيوعي لبريطانيا العظمى. كُلِف بمهمة كتابة بيان للحزب الشيوعي عن الحرب الروسية الفنلندية، إلى جانب إريك هوبسباوم. يقول في كتابه (السياسة والرسائل) أنهم «مُنحوا الوظيفة كأشخاص يمكنهم الكتابة بسرعة، من مواد تاريخية مقدمة لنا. غالبًا ما تكتب هناك عن مواضيع لم تكن تعرفها كثيرًا، باعتبارك محترف باستخدام الكلمات». وفي ذلك الوقت حرصت الحكومة البريطانية على دعم فنلندا في حربها ضد الاتحاد السوفييتي، في حين كانت ما تزال تخوض حربًا ضد ألمانيا النازية.

### الحرب العالمية الثانية
قطع وليامز تعليمه للخدمة في الحرب العالمية الثانية. انضم إلى الجيش البريطاني في شتاء عام 1940، لكنه بقي في كامبريدج لأداء امتحاناته في يونيو 1941، وهو نفس الشهر الذي غزت فيه ألمانيا روسيا. كان الانضمام إلى الجيش ضد الخط السياسي للحزب الشيوعي في ذلك الوقت. وفقًا لوليامز فإن عضويته في الحزب الشيوعي انتهت دون استقالته رسميًا قط.
عندما انضم وليامز إلى الجيش، عُين في سلاح الإشارات الملكي، والذي كان المهمة النموذجية للطلاب الجامعيين. تلقى بعض التدريب الأولي في مجال الاتصالات العسكرية، لكن أعيد تكليفه بالمدفعية والأسلحة المضادة للدبابات. نُظر إليه على أنه ضباط أساسي وكان ضابطًا في فوج مكافحة الدبابات التابع للفرقة المدرعة للحرس في 1941-1945، إذ أرسِل إلى القتال المبكر في غزو نورماندي بعد الإنزال النورماندي (اليوم دي). كتب في السياسة والرسائل: «لا أعتقد أن الفوضى المعقدة لقتال نورماندي قد سُجلت على الإطلاق». تولى قيادة وحدة من أربع دبابات، وذكر أنه فقد الاتصال مع اثنين منهم أثناء القتال ضد قوات فافن إس إس بانزر في بوكاج، ولم يكتشف أبدًا ما حدث لهما، بسبب انسحاب القوات.
كان وليامز جزءًا من القتال من النورماندي في عام 1944 عبر بلجيكا وهولندا إلى ألمانيا في عام 1945، إذ شارك في تحرير أحد معسكرات الاعتقال النازية الصغيرة، والتي استخدِمت فيما بعد لاحتجاز ضباط قوات الأمن الخاصة. صُدم أيضًا عندما وجد أن هامبورغ عانت من قصف تشبع (قصف بساطي) من سلاح الجو الملكي، وليس فقط للأهداف العسكرية وأحواض السفن، مثلما قيل لهم.

### الدراسات العليا وأوائل المنشورات
حصل وليامز على درجة الماجستير من كامبريدج عام 1946، ثم عمل كمدرس في تعليم الكبار بجامعة أكسفورد لعدة سنوات. أسس مجلة السياسات والرسائل في عام 1946، وهي مجلة قام بتحريرها مع كليفورد كولينز وولف مانكويتز حتى عام 1948. نشر وليامز كتاب «القراءة والنقد» في عام 1950. استدعي للجيش كجندي احتياطي للقتال في الحرب الكورية عام 1951. رفض الذهاب، مسجلاً كمعترض ضميري. ألهم كتاب تي. إس. إليوت الصادر عام 1948 بعنوان «ملاحظات نحو تعريف الثقافة» وليامز، وبدأ في استكشاف مفهوم الثقافة.
عرض في البداية حجته بأن المفهوم برز مع الثورة الصناعية في مقال بعنوان «فكرة الثقافة»، الذي أسفر عن كتاب «الثقافة والمجتمع» الذي حقق نجاحاً واسع النطاق، والذي نشر في عام 1958. أعقب ذلك في عام 1961 كتاب الثورة الطويلة. أخِذت كتابات وليامز من قبل اليسار الجديد، وحصلت على عدد كبير من القراء. عُرِف أيضاً كمراجع كتاب منتظم لصحيفة مانشستر غارديان. سنواته في تعليم الكبار تجربة مهمة وكان وليامز دائمًا شخصَا دخيلًا على جامعة كامبريدج. عندما طُلب منه المساهمة في كتاب يحمل اسم كامبريدج لي، بدأ مقالته بقوله: «لم تكن كامبريدج تخصني أبدًا. كان ذلك واضحًا من البداية».

### السيرة المهنية الأكاديمية
بناءً على قوة كتبه، دُعي وليامز للعودة إلى كامبريدج في عام 1961، حيث انتخِب زميلًا في كلية يسوع، وأصبح في نهاية المطاف القارئ الأول (1967-1974) ثم أستاذ الدراما (1974-1983). كان أستاذًا زائرًا للعلوم السياسية بجامعة ستانفورد في عام 1973، وهي تجربة كان لها أثر طيب في كتابه الذي ما يزال مفيدًا «التلفزيون: التكنولوجيا والشكل الثقافي» عام 1974. هو اشتراكي ملتزم، مهتم جدًا بالعلاقات بين اللغة والأدب والمجتمع، ونشر العديد من الكتب والمقالات والمواد حول هذه القضايا وغيرها. من بين أهمها كتاب «البلد والمدينة» عام 1973، الذي تتناوب فيه فصول الأدب مع فصول التاريخ الاجتماعي. كتابته الماركسية والأدبية المكتوبة بإحكام 1977 موجهة أساسًا للمتخصصين، ولكنها تحدد أيضًا نهجه الخاص في الدراسات الثقافية، والذي أسماه المادية الثقافية. وهذا الكتاب في جزء منه استجابة للنظرية البنيوية في الدراسات الأدبية والضغط على وليامز لتقديم بيان نظري لموقفه من الانتقادات تجاه الماركسية الإنسانية، استنادًا إلى افتراضات غير محققة حول تجربة العيش. استفاد بشكل كبير من أفكار أنطونيو غرامتشي، على الرغم من أن كتاب وليامز فريد من نوعه ومكتوب في صيغته المميزة. للاطلاع على نسخة أكثر سهولة، انظر الثقافة (1981/1982)، التي تطور حجة هامة بشأن علم الاجتماع الثقافي، الذي أعرب عن أمله في أن يصبح «نظامًا رئيسيًا جديدًا». عند تقديمه للطبعة الأمريكية، عرّف بروس روبنز هذا الكتاب بأنه «نقد ذاتي ضمني» لأفكار وليامز السابقة، وأساساً يستند إليه «لتصور معارضة الناقد في مجتمع مجزأ دائمًا».

### مفاهيم ونظرية

#### المفردات
اهتم وليامز بتحديد المعاني المتغيرة للمفردات المستخدمة في مناقشات الثقافة. بدأ بكلمة الثقافة نفسها، وكانت ملاحظاته على ستين كلمة مهمة ولكنها صعبة في كثير من الأحيان وظهرت كملحق لكتاب الثقافة والمجتمع في عام 1958. لم يكن ذلك سهلًا، ولذلك ظهرت نسخة موسعة، مع ملاحظات ومقالات قصيرة عن 110 كلمات، ككلمات رئيسية في عام 1976. وشملت الكلمات التي دققها «فلسفة الجمال»، و«البرجوازية»، و«الثقافة»، و«الهيمنة»، و«المذاهب»، و«العضوية»، و«الرومانسية»، و«الحالة الاجتماعية»، و«العنف»، و«العمل». أضافت نسخة منقحة في عام 1983 إحدى وعشرين كلمة جديدة، بما في ذلك «اللاسلطوية»، و«علم البيئة»، و«التحرر»، و«الجنس». كتب وليامز أن قاموس أوكسفورد الإنكليزي «في المقام الأول فلسفي واشتقاقي»، بينما كان عمله على «المعاني والسياقات».

## التعليم
تعلم في كلية الثالوث، كامبريدج.

## الخدمة العسكرية
خدم في الجيش البريطاني.

## روابط خارجية
- ريموند وليامز على موقع إن إن دي بي (الإنجليزية)